# Олимпийский сервиз

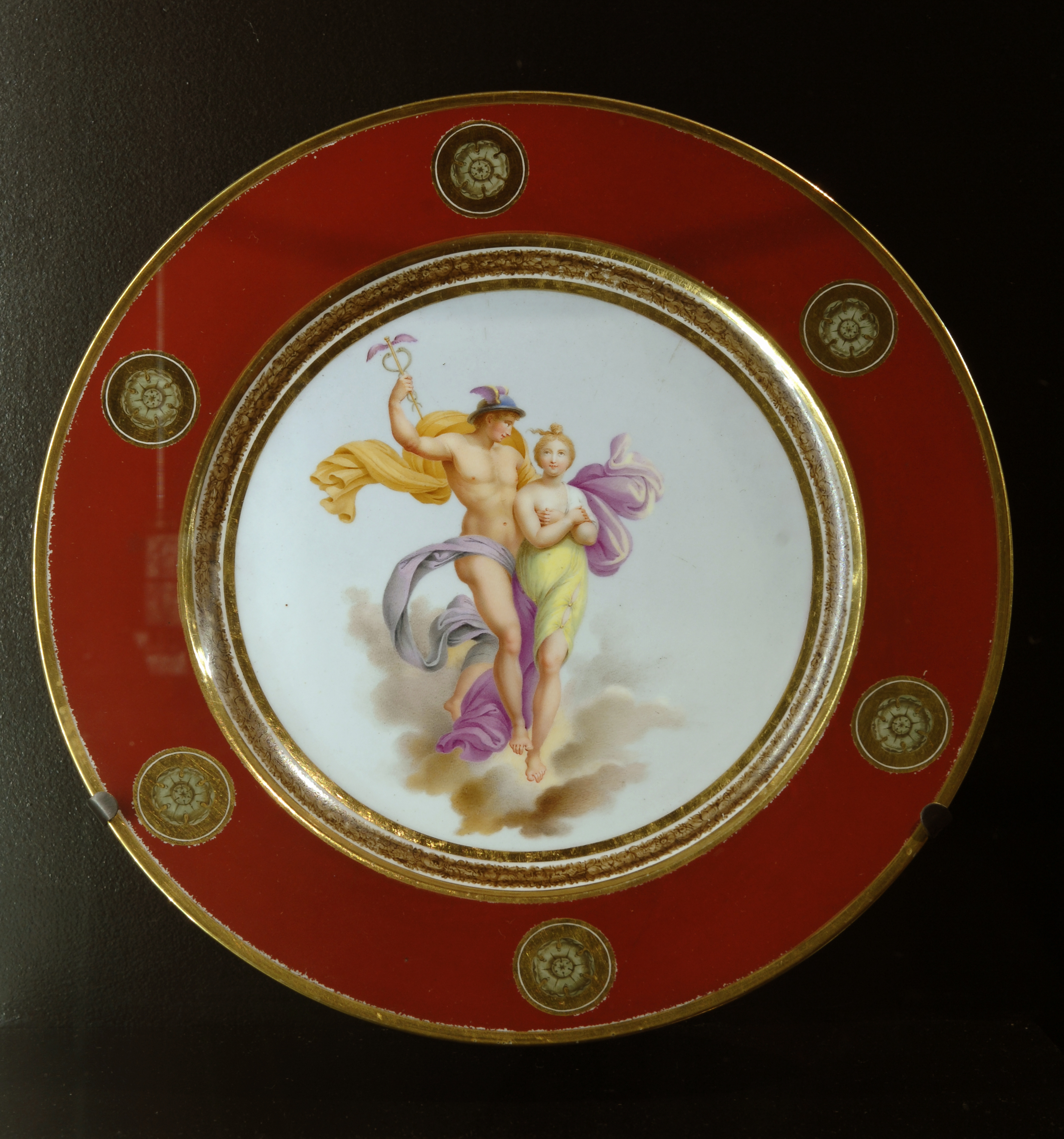
Тарелка Олимпийского сервиза, расписанная Жаном Жорже.

Олимпийский сервиз — десертный комплект посуды, изготовленный из фарфора на Севрской мануфактуре. Выполнен в стиле ампир. Подарен Наполеоном I Бонапартом на свадьбу младшего брата Жерома с Екатериной Вюртембергской. В 1807 году подарен Наполеоном российскому императору Александру I после заключения Тильзитского мира. Вместе с «Олимпийским», Александру I были подарены «Египетский» и «Ботанический» сервизы и партия посуды различных заводов Парижа. В настоящее время сервиз хранится в Оружейной палате Московского Кремля.

## История создания
Незадолго до бракосочетания младшего брата Наполеона с Екатериной Вюртембергской на Севрскую фарфоровую мануфактуру поступил заказ на изготовление подарочного десертного сервиза. Руководитель завода Александр Броньяр привлёк лучших мастеров мануфактуры.
Дизайн сервиза было поручено сыну директора завода, Теодору Броньяру. До этого проекта Теодор Броньяр занимался реконструкцией зданий и не разрабатывал предметы декоративно-прикладного искусства, при этом обладая достаточными знаниями в древнегреческой мифологии.
Роспись тарелок делали выдающиеся художники-керамисты начала XIX века: Ж. Жорже (расписал 40 тарелок), М. В. Жакото, Перрено, Адам, Рено, Тибо и другие.
Древнегреческий треножник-жертвенник стал прообразом морожениц сервиза.
Сервиз создавался с 1804 по 1807 годы.
С сервиза не было сделано копий.

## Описание сервиза
Сервиз состоит из 166 предметов. Основную часть сервиза составляют чаши для сладостей и фруктов различных форм и размеров, бутылочные и рюмочные передачи, компотьеры, вазы-геридоны, мороженицы, корзины для жасмина, сахарницы.
Включает в себя скульптурную композицию «Бахус и Церера в колеснице, запряжённой быками», две вазы для фруктов «Три грации», две колонны с фигурами Дианы и Аполлона. Помимо этого, в сервиз входит 31 вазочка «на один цветок», и чайный сервиз на 12 персон, для сервировки которого полагался отдельный столик. Помимо этого, в сервиз входят 69 десертных тарелок.
Отличием «Олимпийского» сервиза от подобных сервизов, является обилие эротических сцен.

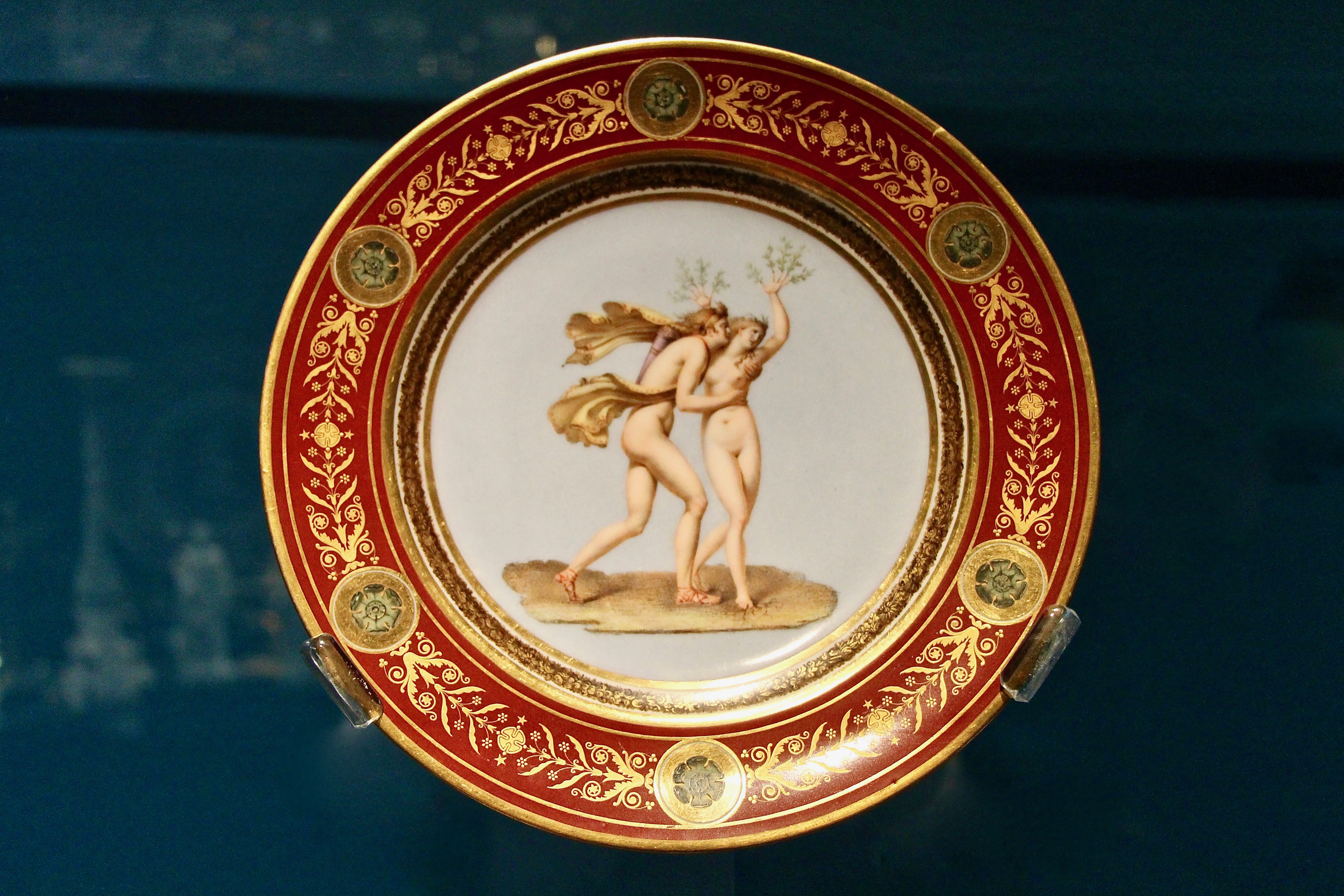
Аполлон и Дафна, 1806 год, фарфор, Севр, расписано Мари-Виктором Жакото.